# Laerholz
Das Laerholz ist ein kleines Waldgebiet in Bochum-Querenburg. Es erstreckt sich vom Uni-Center bis zur Schattbachstraße über gut einen Kilometer. Es wird zu den Seiten hin von Hustadtring und Laerholzstraße begrenzt. Es wird von der Asbecke durchflossen. Im Wald finden sich noch die Spuren des einstigen Bergbaus, darunter Pingen. Sie sind durch den Bergbauwanderweg Ruhr-Universität erschlossen. Um den Naturschutz zu fördern, wurden Fledermauskästen aufgehängt. Bis 2002 war der Wald auch Tatort des Uni-Phantoms.